# Door to Door
Door to Door (bra: De Porta em Porta) é um telefilme canado-estadunidense de 2002 dirigido por Steven Schachter e estrelado por William H. Macy, Helen Mirren, Kyra Sedgwick, Michael Shanks e Kathy Baker. O filme foi produzido pela rede TNT e indicado a doze prêmios Emmy, vencendo em seis categorias, incluindo o de melhor telefilme e melhor ator em minissérie ou telefilme (William H. Macy). Também ganhou um prêmio Peabody.

## Elenco
- William H. Macy	...	Bill Porter
- Helen Mirren	...	Mrs. Porter
- Kyra Sedgwick	...	Shelly Soomky Brady
- Michael Shanks	...	John
- Kathy Baker	...	Gladys Sullivan
- Joel Brooks	...	Alan
- Woody Jeffreys	...	Brad
- Romy Rosemont	...	Rhoda
- Eric Keenleyside	...	Bob
- Daryl Shuttleworth	...	Larry
- Bill Dow	...	Chuck